# Potenciální energie pružnosti
Potenciální energie pružnosti je jeden z druhů mechanické energie, kterou má pružné těleso, když je pružně deformováno (nataženo, stlačeno, ohnuto, zkrouceno).
Velikost potenciální energie pružnosti závisí na velikosti deformace a parametrech pružnosti tělesa. Velikost se rovná též mechanické práci, které je těleso schopno vykonat při navrácení do původního tvaru před deformací.
Potenciální energii pružnosti má každé deformované pružné těleso.

## Značení
- Značka: Ep
- Jednotka SI: joule, značka: J
- Další jednotky: viz energie

## Výpočet
Pro stlačenou nebo nataženou hookovskou pružinu platí 
{\displaystyle E_{p}={\frac {1}{2}}ky^{2},}
kde k je tuhost pružiny a y je výchylka z rovnovážné polohy pružiny.